# Rancio Valcuvia
Rancio Valcuvia – miejscowość i gmina we Włoszech, w regionie Lombardia, w prowincji Varese.
Według danych na rok 2004 gminę zamieszkiwało 866 osób, 216,5 os./km².